# La Crinière du lion
La Crinière du lion (The Adventure of the Lion's Mane en version originale) est l'une des cinquante-six nouvelles d'Arthur Conan Doyle mettant en scène le détective Sherlock Holmes. Elle est parue pour la première fois le 27 novembre 1926 dans l'hebdomadaire américain Liberty, avant d'être regroupée avec d'autres nouvelles dans le recueil Les Archives de Sherlock Holmes (The Case-Book of Sherlock Holmes).
Cette nouvelle a la particularité d'être narrée par Sherlock Holmes lui-même, et non par le docteur Watson. En effet, il explique au début de l'histoire s'être retiré dans le Sussex, vivant seul avec sa vieille femme de charge, dans une villa sur le versant méridional des Downs. Le Soldat blanchi (1926) est la seule autre aventure de Sherlock Holmes narrée par le détective lui-même.

## Résumé

### Mystère initial

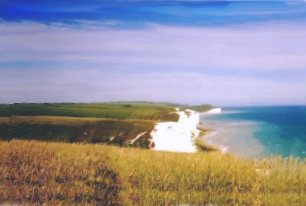
Une plage de la côte sud de l'Angleterre, proche du lieu de l'enquête.

En 1907, Sherlock Holmes passe une retraite paisible dans le sud de l'Angleterre où il se consacre à l'apiculture (consistant à s’occuper des abeilles). Un établissement d'études supérieures est situé non loin de sa résidence, dans la ville fictive de Fulworth, et Holmes s'est lié d'amitié avec Harold Stackhurst, le directeur de l'établissement.
Un matin ensoleillé, se promenant le long des falaises de la côte, Sherlock Holmes rencontre son ami Harold Stackhurst qui part se baigner dans la Manche en contrebas, où l'attend déjà Fitzroy McPherson, le professeur de sciences. Alors que Stackhurst et Holmes sont sur le point de terminer leur conversation, McPherson arrive en titubant, remontant difficilement le sentier reliant la plage aux falaises. Holmes et Stackhurst se précipitent vers lui et constatent que le professeur agonise : ils ne peuvent que recueillir ses dernières paroles, fort étranges : « la crinière du lion ». En examinant le corps du professeur décédé, ils découvrent que son dos est recouvert de lignes de couleur rouge vif, semblables aux marques qu'auraient laissé une violente flagellation.

### Résolution
Alors que Holmes et Stackhurst sont encore auprès du corps inerte, Ian Murdoch (professeur de mathématiques) accourt vers les deux hommes depuis l'école. Bouleversé en constatant la mort de son collègue il repart rapidement pour alerter les forces de l'ordre. Ian Murdoch est immédiatement décrit comme un homme de caractère distant et lunatique, qui se trouvait être en mauvais termes avec McPherson. Holmes inspecte les lieux et en particulier la plage en contrebas. Les quelques silhouettes que le détective y aperçoit sont très lointaines et aucune d'entre elles ne peut représenter un possible meurtrier. Le sentier par lequel McPherson est remonté n'a été emprunté par personne d'autre que la victime. Holmes trouve les affaires de McPherson sur la plage, notamment sa serviette qui est restée pliée et sèche tandis que des traces de pas de la victime se trouvent proches du bord de l'eau : Holmes déduit de la serviette sèche que McPherson n'a pas eu le temps de se baigner, mais qu'il se trouvait au bord de l'eau lorsqu'il a été attaqué. Une note manuscrite est retrouvée dans une poche de la victime, signée d'une certaine « Maudie », indiquant visiblement un rendez-vous amoureux.
Stackhurst explique à Holmes que « Maudie » est Maud Bellamy, une jeune femme de la région réputée pour son charme, fille d'un certain Tom Bellamy, un ancien pêcheur ayant fait fortune. Holmes et Stackhurst se rendent alors chez les Bellamy. Alors qu'ils approchent la demeure, les deux compagnons rencontrent Ian Murdoch qui en sort. Ce dernier se montre très nerveux, et une forte altercation inattendue survient entre Stackhurst et Murdoch. La visite chez les Bellamy révèle que Tom Bellamy avait une mauvaise opinion de McPherson et voyait d'un mauvais œil sa liaison avec sa fille. Holmes apprend que le rendez-vous fixé entre McPherson et Maud était prévu dans la soirée et non dans la matinée : le rendez-vous n'a donc pas de rapport avec la mort de McPherson. Enfin, le détective apprend que Ian Murdoch était un ancien admirateur de Maud.

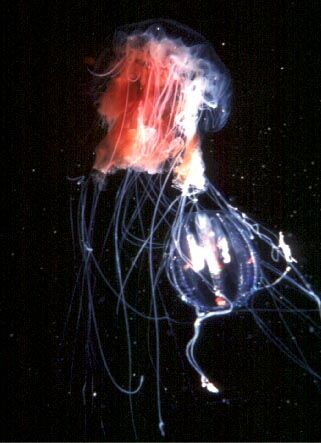
Une « crinière de lion ».

Une semaine plus tard, alors que l'affaire n'avance plus, le chien de McPherson est retrouvé mort au bord de l'eau, à peu près au même endroit où McPherson devait se trouver lorsqu'il avait été attaqué. En méditant sur ce lieu mystérieux, la solution encore floue de l'énigme vient à Holmes ; ce dernier rentre chez lui pour vérifier son hypothèse grâce à un ouvrage de sa bibliothèque.
Alors qu'il étudie le problème, l'inspecteur Bardle rend visite au détective et l'interroge sur la possible culpabilité de Murdoch ou Tom Bellamy, mais le détective montre que ces hypothèses sont impossibles. Alors que sa conversation avec Bardle prend fin, Murdoch et Stackhurst arrivent précipitamment chez le détective : Stackhurst soutient Murdoch qui souffre intensément et a le dos strié des mêmes lignes rouges que McPherson. Du cognac permet à Murdoch de tenir face à la douleur : il s'évanouit mais est néanmoins sauvé. Stackhurst explique qu'il a trouvé Murdoch dans cet état au même endroit que le chien.
Holmes est alors en mesure d'expliquer l'affaire. Le livre qu'il consultait, Out of Doors de John George Wood, évoquait notamment l'existence de la Cyanea capillata, une méduse aussi surnommée « crinière du lion », capable de provoquer une importante réaction cutanée au contact de ses tentacules (cependant, cette méduse n'est normalement pas mortelle pour l'homme). En allant scruter la mer en contrebas depuis la falaise, Holmes et Stackhurst aperçoivent effectivement la gigantesque méduse immobile recherchée. À eux deux, ils parviennent à faire basculer un rocher de la falaise sur la méduse qui disparait écrasée. La meurtrière de l'affaire n'est donc pas humaine. Holmes explique la présence de cette méduse, rare sur les côtes de la Manche, par une tempête survenue peu avant la mort de McPherson, et précisée de manière anodine au début de la nouvelle.

## Livre audio en français
- Arthur Conan Doyle, La Crinière du lion [« The Adventure of the Lion's Mane »], Paris, La Compagnie du Savoir, coll. « Les enquêtes de Sherlock Holmes », 2011 (EAN 3760002133881, BNF 42480890)Narrateur : Cyril Deguillen ; support : 1 disque compact audio ; durée : 52 min environ ; référence éditeur : La Compagnie du Savoir CDS113. Le nom du traducteur n'est pas indiqué.